# Mihaela Albu
Mihaela Albu, född 1 januari 1994 är en rumänsk volleybollspelare (center).
Hon har spelat med landslaget i EM och European Volleyball League. På klubbnivå har hon spelat för olika klubbar i Rumänien.